# غورني درايف (جورج تاون)
غيرني درايف (بالإنجليزية: Gurney Drive)‏ و(بالملايوية: Persiaran Gurney)‏ و(بالتاميلية: கர்பால் சிங் டிரைவ்)‏، هو شارع ووجهة سياحية وممشى طويل يقع على الواجهة البحرية لمدينة جورج تاون في ولاية بينانغ بدولة ماليزيا. تتواجد على طول الممشى العديد من المطاعم ، وقد أُدرج غيرني درايف ضمن قائمة من أفضل 25 شارعًا في جميع أنحاء العالم يُمكنك زيارتها حسب مجلة المسافر الأسترالية. يُعد غيرني درايف جُزءا من المنطقة التجارية المركزية الثانية [الإنجليزية] في جورج تاون، حيث يعرف تواجد العديد من ناطحات السحاب والمباني العالية ومراكز التسوق.
كان الممشى يُعرف سابقًا باسم طريق الساحل الجديد، وقد اكتمل إنشاؤه 1936 على طول ما كان يُعرف آنذاك باسم الشاطئ الشمالي، وغُير اسمه سنة 1952 ليُسمى على اسم السير هنري غيرني. هذا الأخير شغل منصب المُفوض السامي البريطاني في مالايا خلال الفترة 1950-1951، وقد اغتيل خلال فترة حالة الطوارئ المالايوية على يد مُقاتلي الحزب الشيوعي المالايوي.
مع توالي السنوات، تآكل الشريط الساحلي الواقع على طول غيرني درايف بشكل كبير بفعل ظاهرة التآكل الساحلي. في الآونة الأخيرة، تسبب مشروع استصلاح الأراضي في تانجونغ توكونغ [الإنجليزية] المُجاورة إلى عكس مسار التآكل، مما أدى إلى تراكم الطمي والطين قُبالة ساحل غيرني درايف. أدى هذا الأمر إلى نُمو نباتات المنغروف في الوحل على طول الساحل.
في 2016، تقرر إنشاء مُنتزه ترفيهي على الخط الساحلي قبالة غيرني درايف سُمي غيرني وارف [الإنجليزية].

## تاريخ
يقع ممشى غيرني درايف على أرض مُستصلحة أُنشئت قُبالة خليج تيلوك آير راجاه، وهذا الأخير خليج كان موجودًا بين جورج تاون وتانجونغ توكونغ [الإنجليزية]. في 1930، كانت هُناك مُخططات لإنشاء طريق ساحلية كامتداد لطريق نورتهام [الإنجليزية] التي تُسمى حاليا جالان سلطان أحمد شاه. انتهت أعمال إنشاء أول 510 يارد (470 م) من غيرني درايف في سنة 1934، وفي ذلك الوقت، كان الممشى الجديد معروفا باسم "الشاطئ الشمالي" فقط.
بعد ذلك، أُطلق اسم طريق الساحل الجديد على الطريق الجديدة. لكن غُير الاسم مُجددا إلى غيرني درايف تكريما للسير هنري غورني، المفوض السامي البريطاني في مالايا الذي اغتيل على يد مُقاتلي الحزب الشيوعي المالايوي في باهانغ في 1951.
بعد ذلك ببضع سنوات، جرى نقاش حول إعادة تسمية غيرني درايف، حيث ومع اقتراب استقلال مالايا عن بريطانيا، اقتُرح اسم ميرديكا درايف كاسم جديد للممشى (بالإنجليزية: Merdeka Drive)‏. كتعويض عن تغيير الاسم، كان مُقررا بناء تمثال نصفي للسير هنري غيرني. بعد ذلك، كتب مفوضو البلدية الذين عارضوا تغيير تسمية غيرني درايف مُباشرة إلى زوجة غيرني، وقيل أنها حينها "تقبلت التغيير وعرضت المُساعدة فيما يتعلق بإنشاء تمثال نصفي لزوجها''. عرض النحات اللندني ديفيد ماكفال إنشاء التمثال النصفي مقابل 4500 دولار.
بعد ما قامت اللجنة المالية للمجلس البلدي بمُراجعة مُقترح إنشاء التمثال النصفي بتكلفة 6000 دولار، تقرر في النهاية تأجيل إنشاء التمثال وأيضا الاستمرار في تسمية الشارع باسم غيرني درايف.

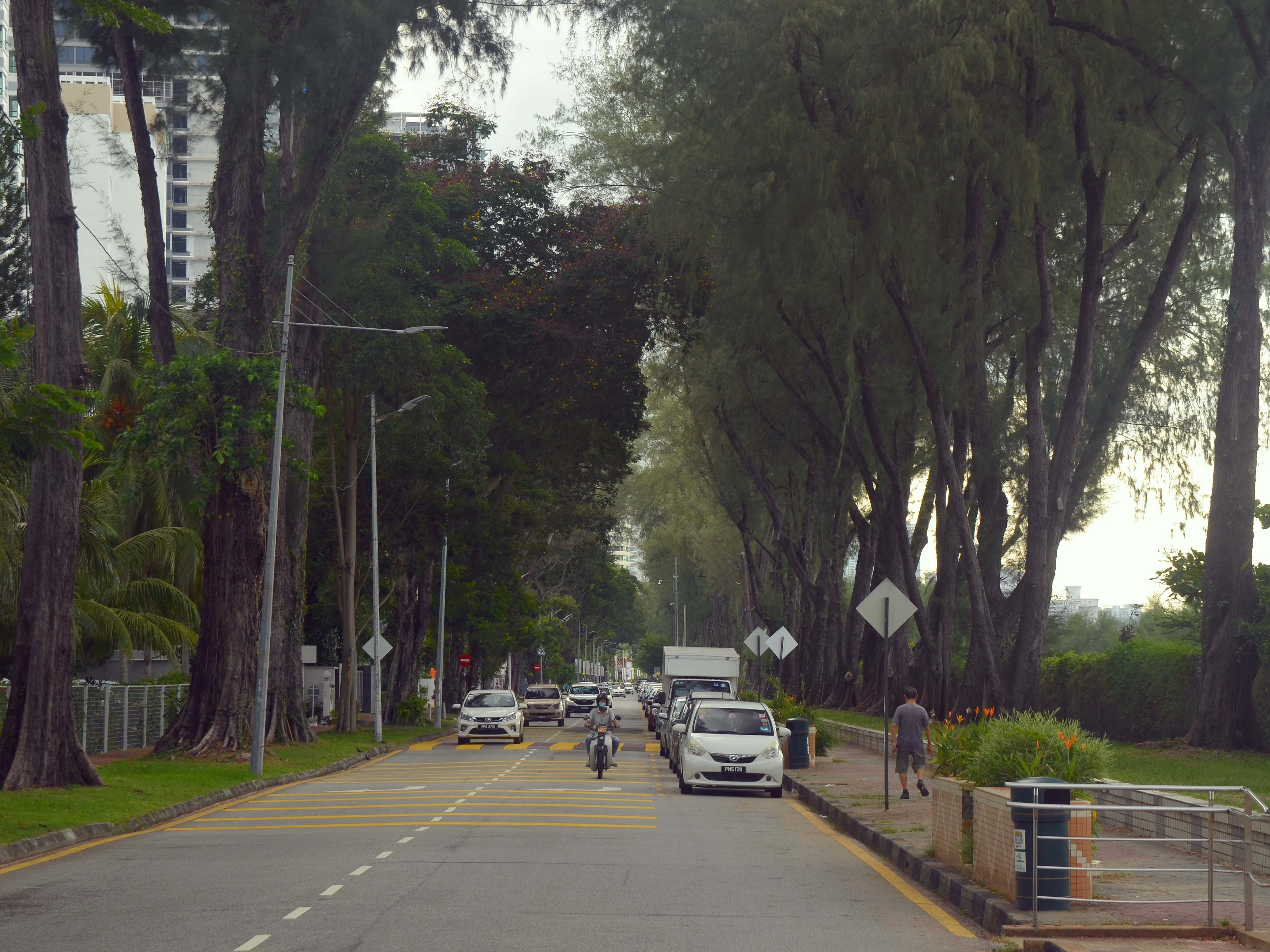
صورة لأشجار الكازوارينا على طول النهاية الشرقية للشارع.

في 1962، زُرع جُزء من جنبات شارع غيرني درايف بأشجار الكازوارينا. اقترح أحد أعضاء المجلس لاحقًا أن ينظر مجلس المدينة في إعادة تسمية الشارع إلى كازوارينا درايف (بالإنجليزية: Casuarina Drive)‏ أو شاطئ كازوارينا (بالإنجليزية: Casuarina Beach)‏. لم ينجح هذا المُقترح في نيل ثقة مجلس المدينة، واليوم لا يزال القسم الذي زُرعت فيه أشجار الكازوارينا جزءًا مُميزًا يُضفي على الشارع جمالية ورونقا.
في السابق كان غيرني درايف شاطئًا رمليًا حيث يُمكن للناس جمع الأصداف البحرية مثل بلح البحر الصغير الذي كان مُتواجدا بوفرة في ذلك الوقت. كانت مياه الشاطئ نظيفة وخالية من التلوث لدرجة أنها كانت تحتضن سباقات قوارب التنين خلال الفترة من الستينيات إلى الثمانينيات. خلال تلك الفترة، كان الشاطئ قبلة للسباحة يرتاده الناس، كذلك الصيادون يصيدون الأسماك وسرطان البحر على طول الشاطئ.
أدى مشروع استصلاح أراضي سيري تانجونغ بينانغ [الإنجليزية] في منطقة تانجونغ توكونغ [الإنجليزية] المجاورة إلى تراكم الطمي والطين على طول غيرني درايف، مما وفر بيئة لنُمو نباتات المنغروف على طول الخط الساحلي.
تتواجد بشارع غيرني درايف العديد من البيوت التي ترجع لحقبة ما قبل الحرب، كما يوجد بها مجمع الكلية العام (بالإنجليزية: College General Complex)‏ الذي كان يستخدم سابقا لتكوين الكهنة الكاثوليك من تايلاند والهند والصين واليابان وميانمار.
إضافة لذلك، يتواجد بالشارع مركزان تجاريان يُعتبران من أشهر المولات بولاية بينانغ، هُما غيرني بلازا [الإنجليزية] وغيرني باراغون [الإنجليزية]، كما تتواجد على طول الشارع كذلك العديد من الفنادق الشاهقة والوحدات السكنية. في 2016، تقرر إنشاء مُنتزه ترفيهي على الخط الساحلي قبالة غيرني درايف سُمي غيرني وارف [الإنجليزية]، ولأجل ذلك يجري حاليا استصلاح الأراضي قبالة الشارع. هذا المنتزه سيضُم حديقة ترفيهية عامة ومنطقة للأطعمة والمشروبات وشاطئًا اصطناعيا وحدائق مائية. انتهت المرحلة الأولى من المشروع سنة 2018. انطلقت المرحلة الثانية من المشروع في في يوليو 2019، ومن المُقرر حسب الخُطة المرسومة أن يكون المشروع قد انتهى في فبراير 2022.

## المعالم

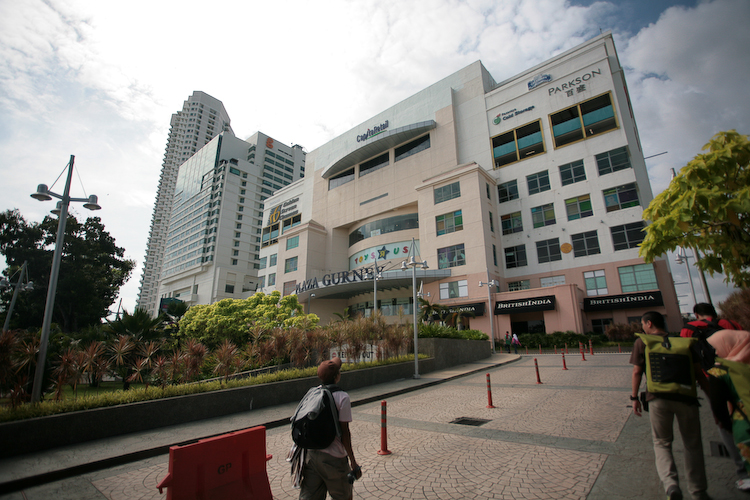
غيرني بلازا واحد من أشهر مراكز التسوق في جورج تاون.

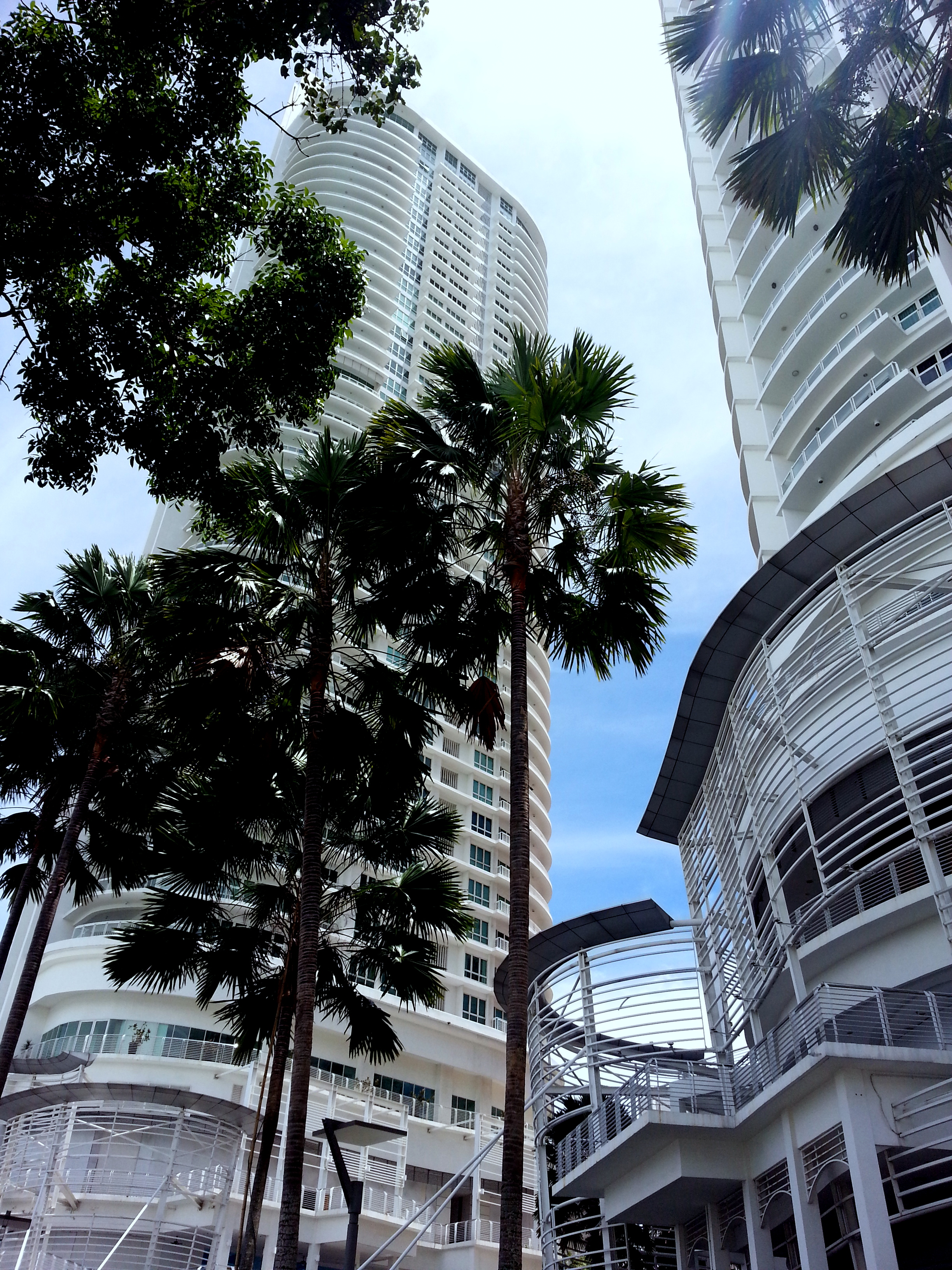
يتألف مبنى غيرني باراغون من مركز تسوق وووحدتين سكنيتين، ويُعد المبنى كذلك من بين أطول المباني في بينانغ.

تتواجد على طول الشاطئ العديد من البنغلوات أو الأكواخ الفاخرة، حيث دُمج غالبيتها في تصميم وحدات سكنية راقية. عند نهاية طريق بانغكور، كان يتواجد قصر لرجل الأعمال الماليزي تشونغ تاي فين [الإنجليزية]، لكن حاليا شُيدت مكانه عمارة سكنية تحمل اسم وان بيرسياران غيرني (بالإنجليزية: One Persiaran Gurney)‏.
تتواجد في غيرني درايف كذلك بعض من أطول وأحدث ناطحات السحاب في بينانغ، جنبا إلى جنب مع أكواخ فخمة ترجع للحقبة الاستعمارية لا تزال قائمة.

## مراكز التسوق
- غيرني بلازا [الإنجليزية]
- غيرني باراغون [الإنجليزية]
- غيرني ووك

## المطاعم
يُعد غيرني درايف هاوكر سانتر (بالإنجليزية: Gurney Drive Hawker Center)‏ واحدا من أكبر وأشهر تجمعات المطاعم في بينانغ. غُير موقعه عدة مرات ويقع حاليًا في الطرف الشمالي من الشارع قبل دوار غيرني مباشرة، بين برج سانرايز وغيرني بلازا. يرجع تاريخ تواجد التجمع بالمنطقة إلى أوائل السبعينيات، وهُو كذلك الوجهة الأكثر تفضيلا لدى زوار بينانغ لتذوق الأطباق المعروفة محليا.
على مر السنين، ارتفعت أسعار الوجبات في غيرني درايف هاوكر سانتر بشكل ملحوظ مقارنة بباقي المقاهي والمطاعم الأخرى في الولاية، وهذا راجع بالأساس إلى الرواج والشعبية التي يحظى بها المكان لدى زوار المنطقة. تُباع في التجمع العديد من الأطباق والوجبات المحلية، على غرار شار كواي تيو [الإنجليزية] وهوكين مي [الإنجليزية] وطبق جيو هوو إنغ تشي (سبانخ مع الحبار) وشاهي فين [الإنجليزية]، إضافة إلى طبق لوك لوك ومي غورينغ [الإنجليزية] ومي ريبوس [الإنجليزية] وطبق باسيمبور [الإنجليزية] وطبق روجاك وطبق ساتيه، وطبق فول الصويا وأطباق أخرى. يحتوي مركز غيرني درايف هاوكر على قسم الأطعمة الحلال والأطعمة غير الحلال.

## الوحدات السكنية

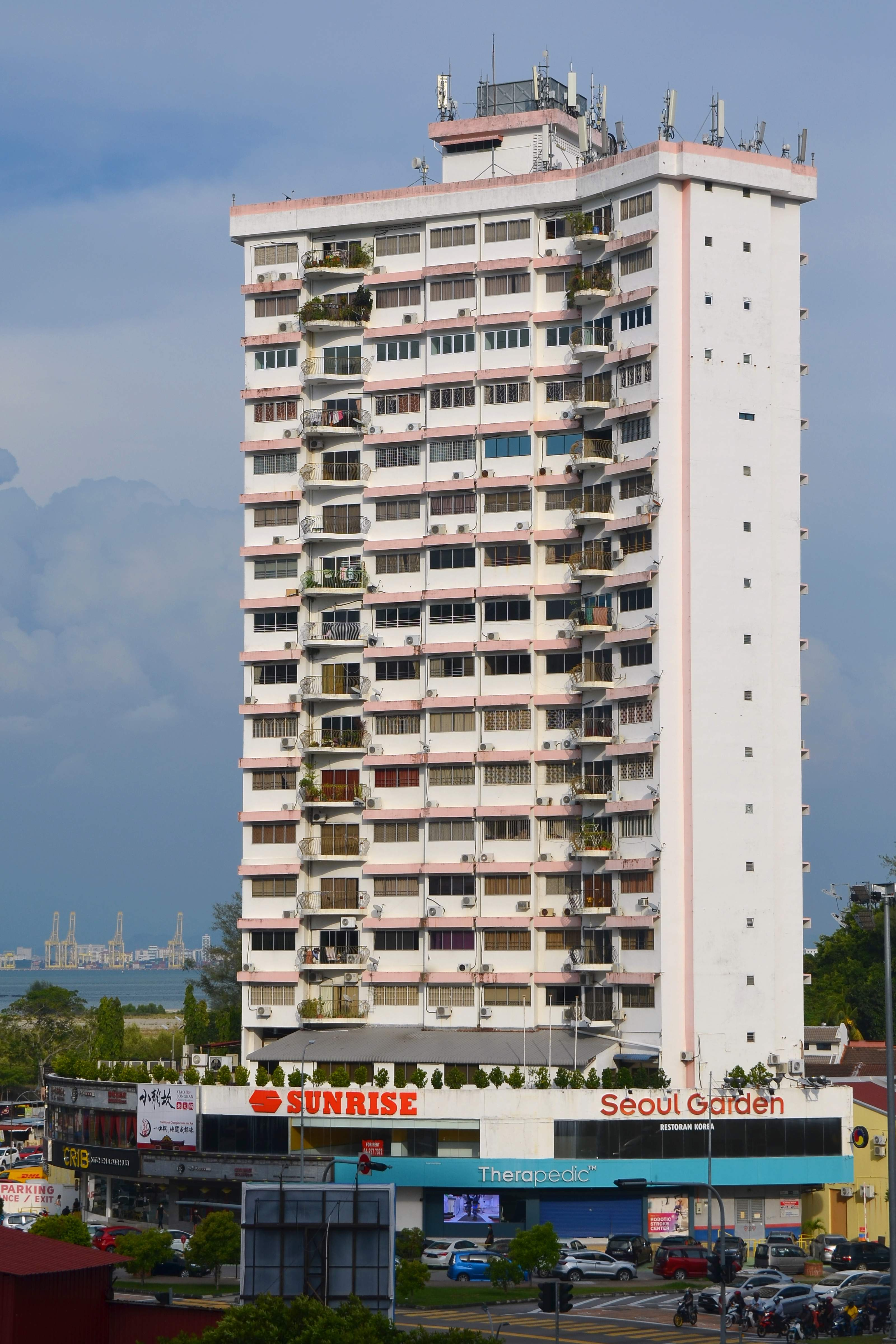
مبنى سانرايز واحد من أول المباني العالية التي شُيدت على طول شارع غيرني درايف.

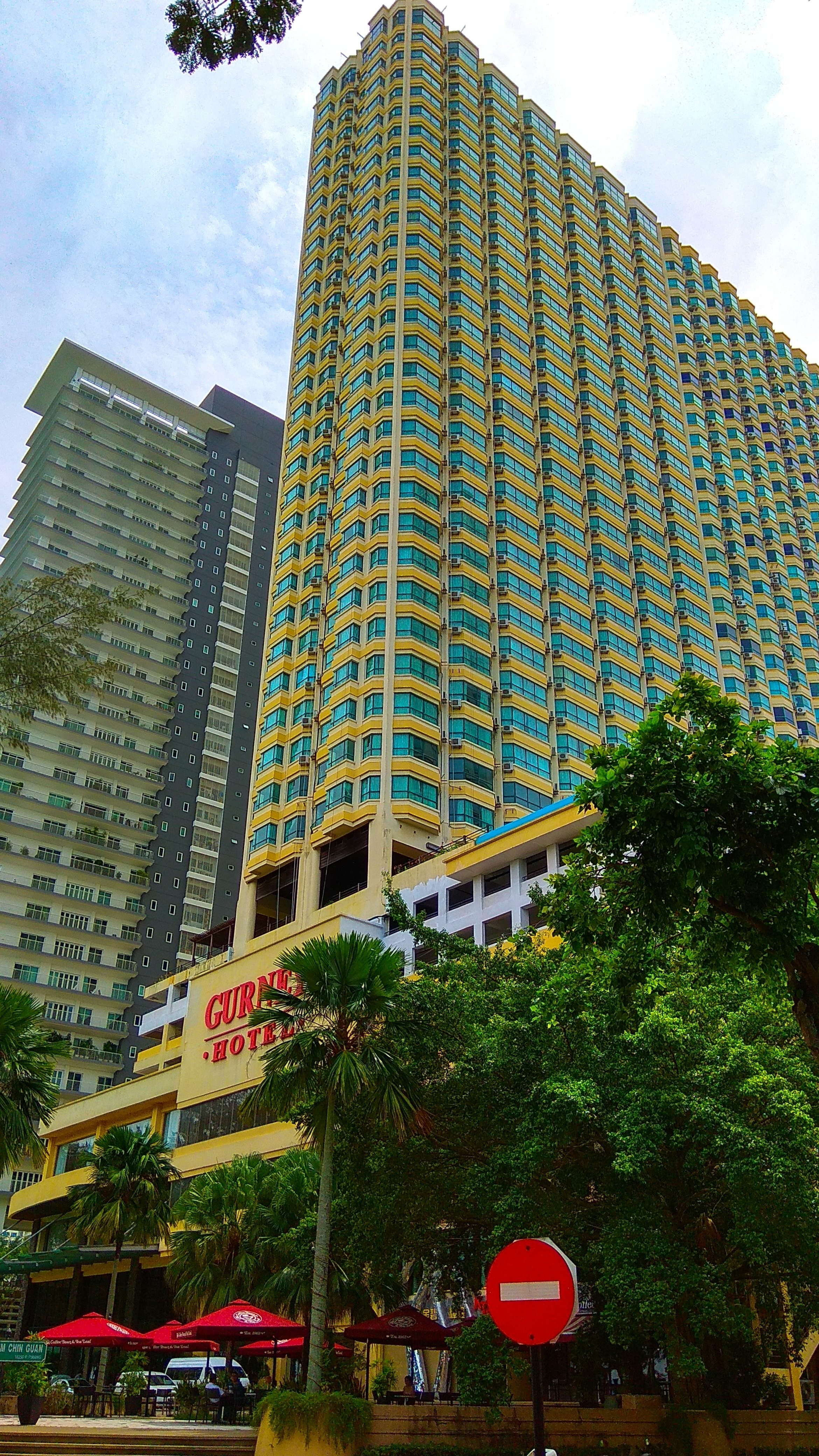
فندق غيرني

- عمارة غيرني بارك.
- عمارة غيرني بيتش.
- عمارة قصر غيرني.
- 1 بيرسياران غيرني.
- 8 غيرني.
- 11 غيرني درايف.
- غيرني باراغون.
- أكاديا.
- ديسا ماس.
- برج الألفية [الإنجليزية]
- سيلفرتون.
- ذا ريجنسي.
- سانرايز سوهو.
- برج سانرايز.
- إقامات سيتيا في.
- ماريوت ريزيدنس (لم تفتح بعد)
- إتش ريزدنس

## الفنادق
- فندق إيفرغرين لوريل.
- فندق جي غيرني.
- فندق جي كيلاواي.
- فندق أسكوت.
- فندق ماريوت (لا زال لم يفتح بعد).

## أنظر أيضا
- السياحة في ماليزيا
- برج كوالالمبور

## وصلات خارجية
- غورني درايف - السياحة في ماليزيا